# فرانچسکو لوناردینی
فرانچسکو لوناردینی (انگلیسی: Francesco Lunardini؛ زادهٔ ۳ نوامبر ۱۹۸۴) بازیکن فوتبال اهل ایتالیا است.
از باشگاه‌هایی که در آن بازی کرده‌است می‌توان به باشگاه فوتبال تریستیانا و باشگاه فوتبال پارما اشاره کرد.